# Zvezdnaja
Zvezdnaja (in russo:Звёздная) è una stazione della Linea Moskovsko-Petrogradskaja, la Linea 2 della Metropolitana di San Pietroburgo. È stata inaugurata il 25 dicembre 1972.